# 岡庭健

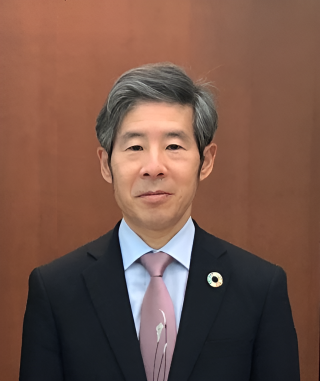
外務省より公表された肖像

岡庭 健（おかにわ けん、1961年11月19日 - ）は、日本の外交官。

## 略歴
- 1984年 　一橋大学法学部卒業
- 1984年 　外務省入省

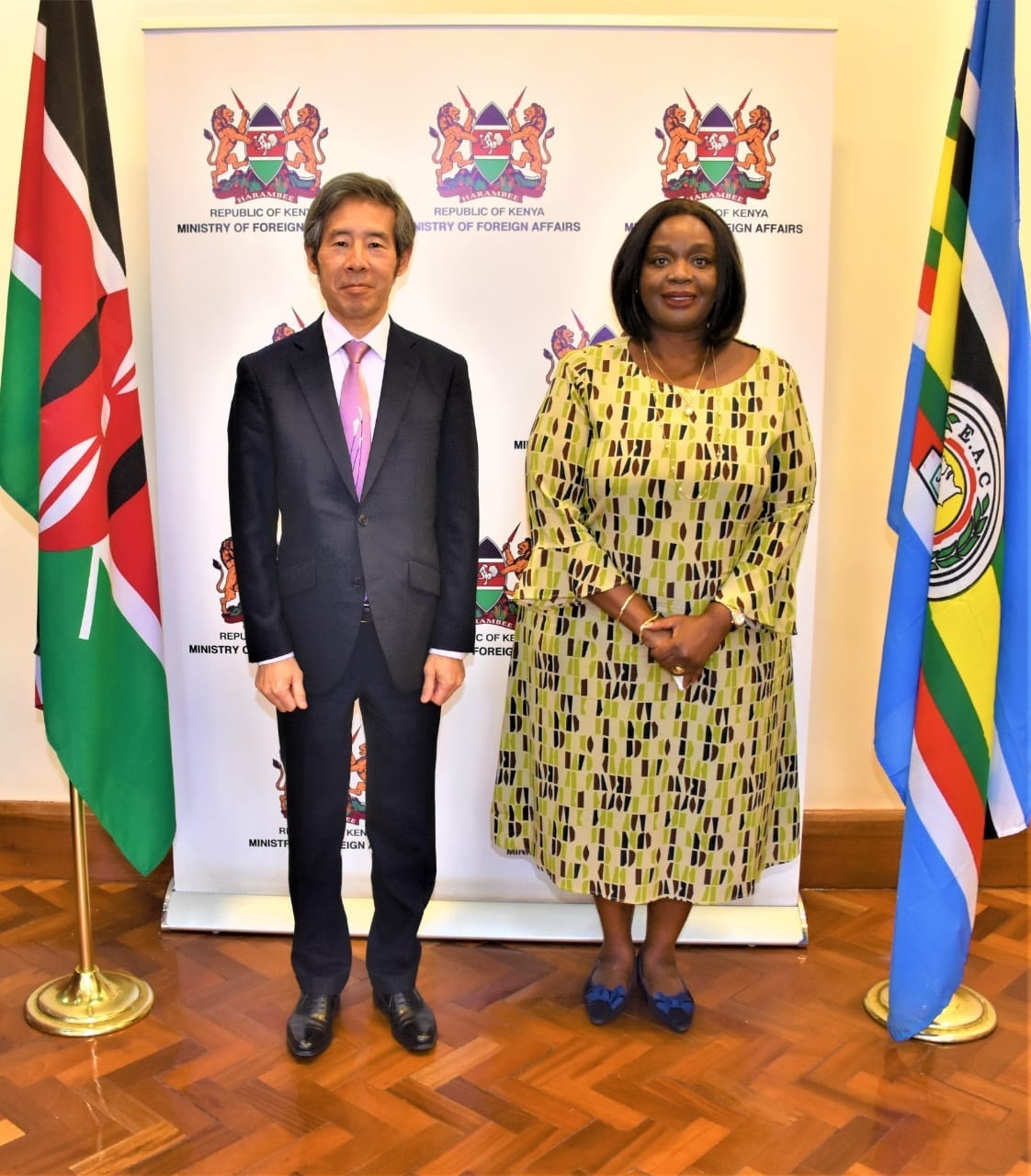
2022年4月にケニアの外務大臣と共に写真撮影する岡庭健（左）

- 1999年 　総合外交政策局国際社会協力部人権難民課企画官、国際連合総会日本政府代表随員
- 2001年 　総合外交政策局国際社会協力部人権人道課企画官
- 2001年 　総合外交政策局国際社会協力部地球環境課気候変動枠組条約室長
- 2004年 　経済協力局開発計画課長
- 2005年 　国際通貨基金日本政府代表代理、国際復興開発銀行日本政府代表代理、国際金融公社日本政府代表代理、国際開発協会日本政府代表代理、国際連合婦人の地位委員会会合日本政府代表代理
- 2006年 　在インドネシア日本国大使館 参事官
- 2008年 　在英国日本国大使館 参事官
- 2009年 　在英国日本国大使館 公使
- 2011年 　在南アフリカ共和国日本国大使館 公使
- 2013年　 大臣官房審議官、内閣官房内閣審議官（内閣官房副長官補付）
- 2014年　 大臣官房長補佐（報道･広報･儀典担当）(外務副報道官）兼国際協力局長補佐／NGO担当大使
- 2015年 　大臣官房審議官（報道・広報・文化交流担当，儀典担当）（外務副報道官）兼国際協力局、中東アフリカ局アフリカ部／NGO担当大使
- 2015年 　在マイアミ日本国総領事館 総領事
- 2018年 　在ジュネーブ国際機関日本政府代表部 大使（次席常駐代表）、国際労働機関理事会日本政府代表代理、国際労働機関総会日本政府代表代理[1][2]
- 2021年 　駐ケニア特命全権大使[3]、国際連合環境計画常駐代表、国際連合人間居住計画常駐代表
- 2022年 　駐ケニア兼エリトリア兼ソマリア兼セーシェル特命全権大使[4][5]、国際連合環境計画常駐代表、国際連合人間居住計画常駐代表
- 2024年 　駐アラブ首長国連邦特命全権大使[6]

## 同期
- 有吉勝秀（23年コスタリカ大使・20年エルサルバドル大使）
- 礒正人（22年クロアチア大使・18年デュッセルドルフ総領事）
- 伊藤康一（24年ギリシャ大使・20年ニュージーランド大使）
- 伊藤直樹（24年ベトナム大使・19年バングラデシュ大使・17年シカゴ総領事）
- 今村朗（23年セルビア大使・20年ジョージア大使・23年セルビア大使）
- 岩井文男（20年サウジアラビア大使・15年イラク大使）
- 大森茂（17年セネガル大使・15年法務省名古屋入国管理局長）
- 岡田隆（20年アフガニスタン大使）
- 菊田豊（21年ネパール大使・18年ナイジェリア大使）
- 下川眞樹太（22年フランス、アンドラ大使・19年ベルギー大使・17年大臣官房長・16年国際文化交流審議官）
- 杉山明（24年ノルウェー大使・21年特命全権大使（国際テロ対策・組織犯罪対策協力担当）・18年スリランカ大使・17年儀典長・15年内閣審議官・13年山形県警察本部長）
- 鈴木哲（19年インド大使・17年総合外交政策局長・16年国際情報統括官）
- 竹若敬三（21年北極担当大使・19年ラオス大使）
- 千葉明（22年バチカン大使、19年ASEAN大使・16年ロサンゼルス総領事）
- 梨田和也（19年タイ大使・17年国際協力局長）
- 藤山美典（22年スイス兼リヒテンシュタイン大使）
- 藤原直（21年エディンバラ総領事）
- 正木靖（23年インドネシア大使・20年EU大使・17年欧州局長）
- 森下敬一郎（21年エクアドル大使・17年コロンビア大使）
- 山上信吾（20年オーストラリア大使・18年経済局長・17年国際情報統括官）
- 山田洋一郎（22年モルドバ大使・20年立命館アジア太平洋大学アジア太平洋学部教授（出向）・17年シアトル総領事）
- 山野内勘二（22年カナダ大使・18年ニューヨーク総領事・16年経済局長）